# Júlia Vasconcelos
Júlia Vasconcelos (São José dos Campos, 15 de junho de 1992) é uma taekwondista brasileira.

## Carreira

### Rio 2016
Júlia Vasconcelos competiu na Rio 2016, na categoria até 57kg. Logo na primeira luta, contra Suvi Mikkonen, acabou caindo apertado por 10-9.